# Kval till Riksserien i ishockey 2009
Kval till Riksserien i ishockey 2009/2010 bestod av fyra lag och spelades som en serie på tre omgångar där varje lag möts en gång. Serien spelades på neutral rink under perioden 13 till 15 mars 2009. Serien bestod av de fyra lagen som tidigare blivit utslagna i åttondelsfinalen i Riksserien 2008/2009. Dessa lag är Hanhals IF, Munksund-Skuthamns SK, VIK Västerås HK Ungdom och Västerhaninge IF. Serien slutade med vinst för Hanhals före Västerås och med Munksund som trea. Västerhaninge slutade siste i serien.
Efter avslutad kvalserie beslutades att utöka Riksserien till åtta lag. Detta innebar att ettan och tvåan av serien i efterhand klara för Riksserien i ishockey för damer säsongen 2009/2010, Hanhals IF och VIK Västerås HK Ungdom spelar i Riksserien 2009/2010.

## Sluttabell

### Resultat
| Datum        | Match                             | Res. | Periodres.    |
| ------------ | --------------------------------- | ---- | ------------- |
| 13 mars 2009 | Hanhals - Västerås                | 4-3  | 0-0, 2-1, 2-2 |
| 13 mars 2009 | Västerhaninge - Munksund-Skuthamn | 2-3  | 1-0, 1-2, 0-1 |
| 14 mars 2009 | Munksund-Skuthamn - Hanhals       | 1-2  | 1-1, 0-1, 0-0 |
| 14 mars 2009 | Västerhaninge - Västerås          | 0-6  | 0-3, 0-2, 0-1 |
| 15 mars 2009 | Västerås - Munksund-Skuthamn      | 3-1  | 1-1, 0-0, 2-0 |
| 15 mars 2009 | Hanhals - Västerhaninge           | 2-1  | 0-1, 0-0, 2-0 |